# Picot de carpó vermell
El picot de carpó vermell (Veniliornis kirkii) és una espècie d'ocell de la família dels pícids (Picidae) que habita els boscos oberts, sabanes i manglars de les terres baixes del sud-oest i sud de Costa Rica, Panamà, oest i nord de Colòmbia i Veneçuela.